# 真锥恰里螺
真锥恰里螺（学名：Kaliella euconus）为拟阿勇蛞蝓科恰里螺属的动物，是中国的特有物种。分布于四川、云南、长江流域一带等地，生活环境为陆地，常栖息于山区树林边潮湿多腐殖质的灌木丛和草丛中、落叶石块下、朽树干下以及有时也常爬到草叶和潮湿的树干上。在农田附近的草丛中也可见到。